# Get Rhythm (chanson)
Pour l'album de Ry Cooder, voir Get Rhythm.
Singles de Johnny Cash
A Boy Named Sue
(1969) Blistered
(1969)
Get Rhythm est une chanson écrite et originellement enregistrée par le chanteur américain Johnny Cash.
Initialement, elle est sortie en 1956 sur la face B du single I Walk the Line (Sun 241) qui a atteint le numéro un aux États-Unis. En 1969, la chanson devient elle-même un single : la version originale de 1956 est boostée par des effets live superposés pour simuler un enregistrement en direct et sort en single avec Hey Porter sur la face B. 

## Classements
| Classement (1969)           | Meilleure position |
| --------------------------- | ------------------ |
| États-Unis (Country Songs)  | 23                 |
| États-Unis (Hot 100)        | 60                 |
| Canada (RPM Country Tracks) | 1                  |
| Canada (RPM Top Singles)    | 59                 |

## Reprises
La chanson a été reprise par de nombreux artistes. , parmi lesquels Martin Delray (en 1991 sur son premier album Get Rhythm; sa version est aussi sortie en single) et par le guitariste Ry Cooder (en 1987 sur son album intitulé également Get Rhythm).